# CAオラデア
CAオラデア（ルーマニア語: Clubul Atletic Oradea）は、1910年に創設されたルーマニアのオラデアをホームタウンとするサッカークラブ。ハンガリーとの国境近くに位置していたため、第二次世界大戦中はハンガリー1部リーグに参加し、ナジヴァーラディAC（NAC）のクラブ名で1943-44シーズンに初優勝を果たした。1948-49シーズンにはルーマニア1部リーグでも初優勝を果たした。両国で優勝を果たした唯一のクラブである。1963年に解散した。

## タイトル
- リーガI 優勝 (1) : 1948-49
- クパ・ロムニエイ 優勝 (1) : 1956
- ネムゼティ・バイノクシャーグI 優勝 (1) : 1943-44